# Andreas Carolus

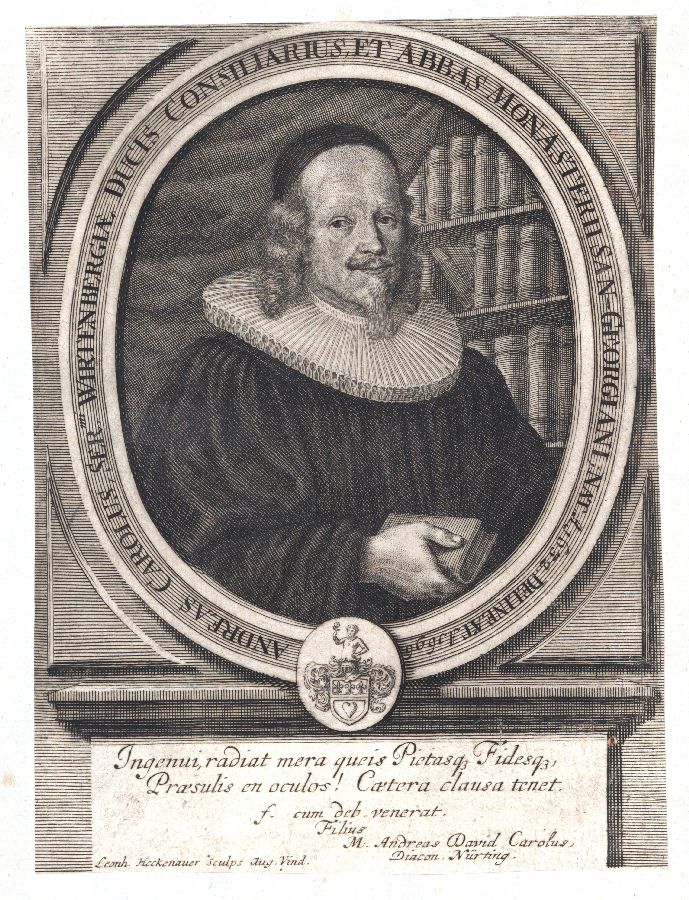
Andreas Carolus

Andreas Carolus (* August 1632 in Leibenstadt; † 1. September 1704 in St. Georgen im Schwarzwald) war ein deutscher lutherischer Theologe und Geistlicher.

## Leben
Carolus wurde als Sohn des Pfarrers David Carolus geboren. Er besuchte die Schulen in Öhringen und in Heilbronn, bevor er auf Befehl des Herzogs Eberhard III. von Württemberg an der Klosterschule Bebenhausen aufgenommen wurde. Dort erhielt er unter Johann Valentin Andreae seine weitere Bildung. Anschließend nahm er das Studium der Philosophie und der Theologie an der Universität Tübingen auf. Nach dem Bakkalaureusabschluss in Philosophie erhielt er ein Stipendium am Tübinger Stift. Es folgte der Magistergrad sowie das Studium der Theologie. Nachdem er auch dieses abgeschlossen hatte, wurde er Repetent am Stift und dann Prediger in Göppingen, Stuttgart und Schorndorf.
Carolus erhielt 1656 in Calw eine Anstellung als Diakon. Als solcher ging er 1659 nach Tübingen. 1668 wurde er Spezialsuperintendent für Tübingen und Bebenhausen, 1679 in Urach. 1686 wurde er schließlich Abt des Klosters Sankt Georgen im Schwarzwald sowie herzoglicher Konsistorialrat. Er befasste sich mit kirchenhistorischen Studien und schrieb er eine historisch-kritische Erläuterung der Passionsgeschichte.
Der Theologe Andreas David Carolus war sein Sohn, der Tübinger Bürgermeister Johann Adam Kurrer war sein Schwiegersohn.

## Werke (Auswahl)
- Memorabilia Ecclesiastica Seculi à Nato Christo Decimi Septimi, 2 Bände, Cotta, Tübingen 1697–1702.
- Apologeticus Justus & necessarius, Memorabilia Ecclesiastica Andreae Caroli a Criminationibus Calixtinis breviter ac modeste vindicans, Tübingen 1699.